# سوپرمینی

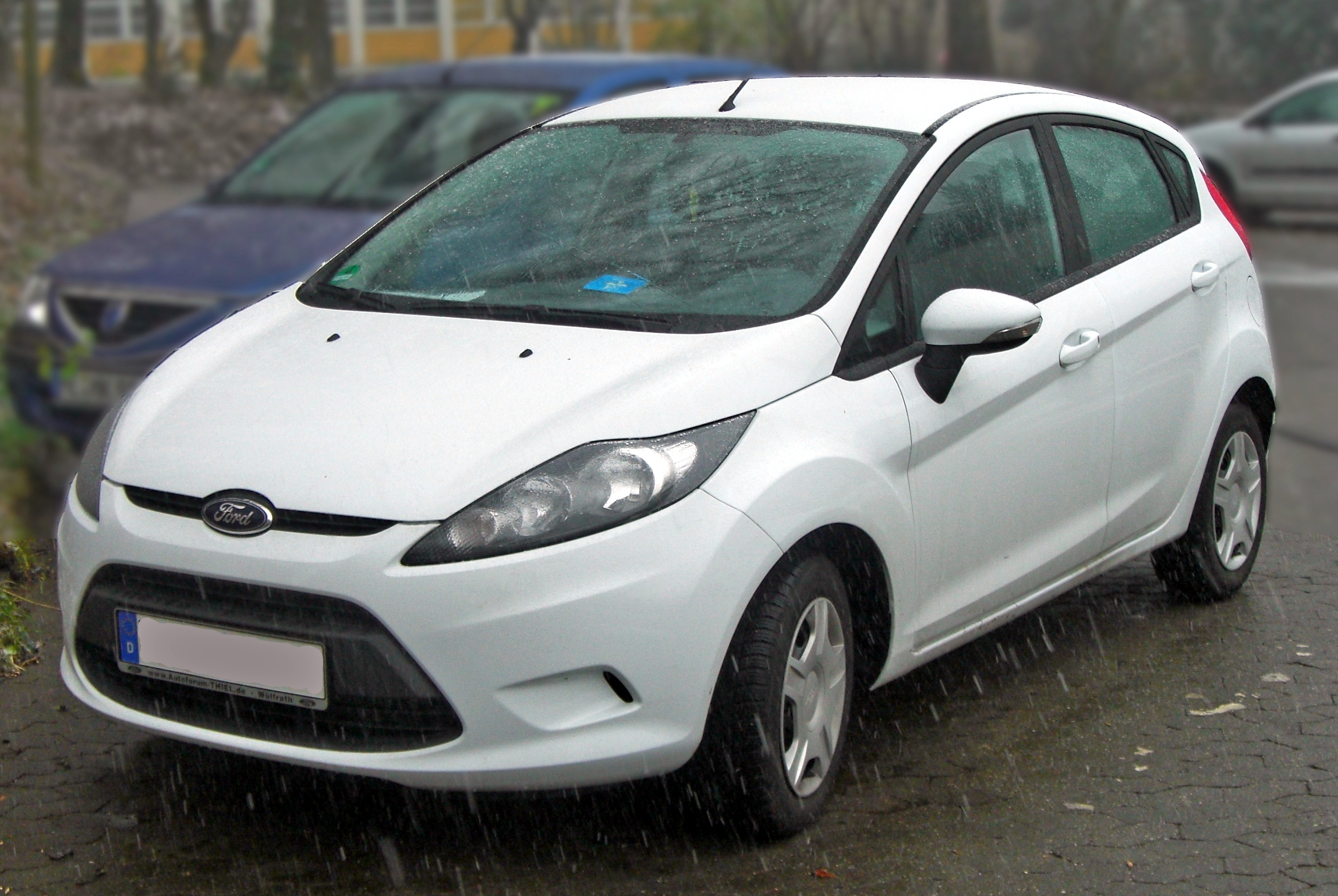
فورد فیستا ۲۰۰۸

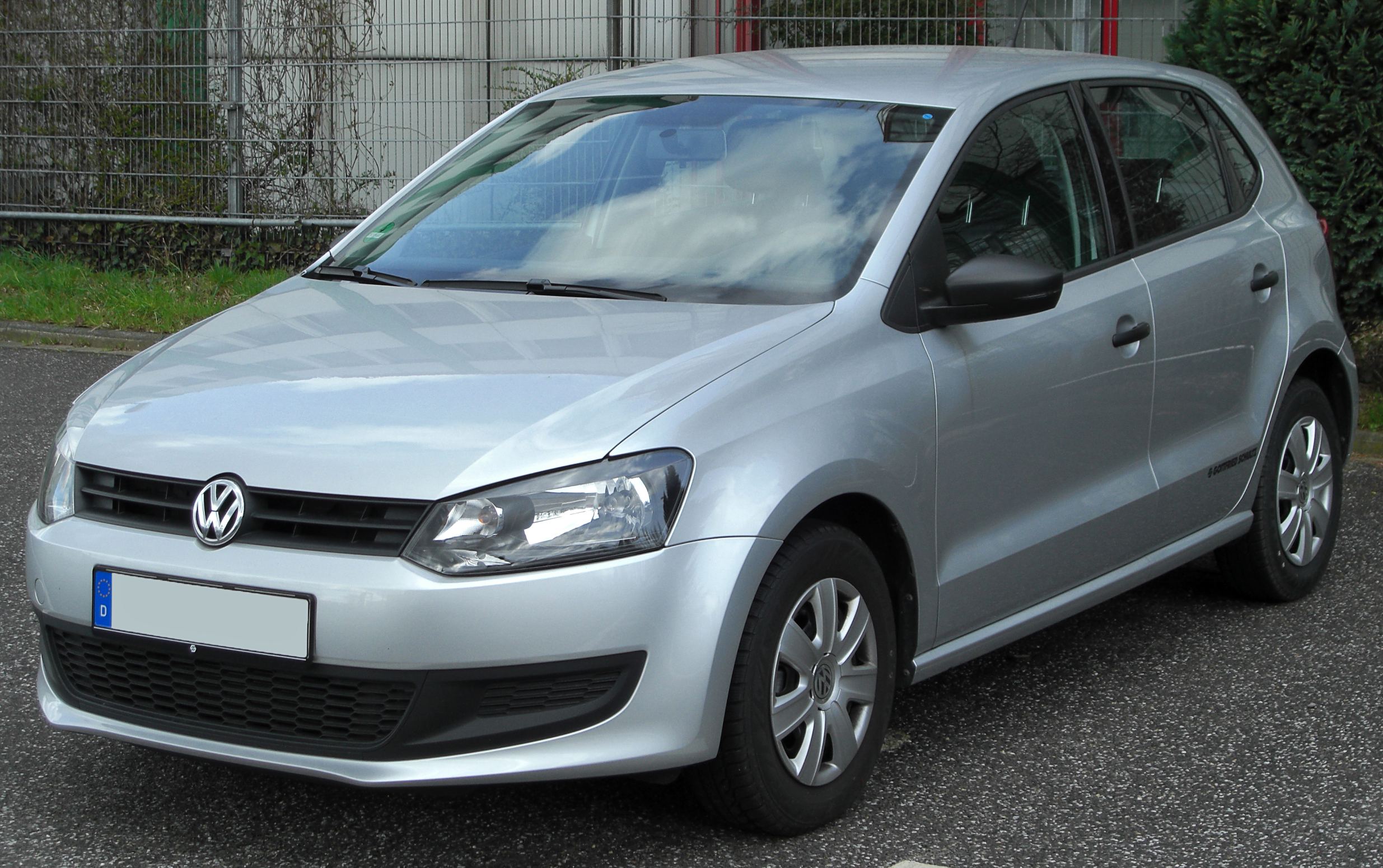
فولکس واگن پولو مدل MK5

سوپرمینی یک اصطلاح بریتانیایی در رده‌بندی خودروها است که از خودروی شهری بزرگتر ولی از خانواده خودروهای کوچک، کوچکتر است. این کلاس خودرو، در سراسر اروپا به خودروی بخش بی و در آمریکای شمالی به ساب‌کامپکت مشهور است.
در سال ۲۰۰۸ میلادی، بیشترین فروش خودرو در کشورهای بلژیک، جمهوری چک، مجارستان، فرانسه، ایتالیا، هلند، لهستان، پرتغال، اسلواکی و اسلوونی از سوپرمینی‌ها بوده‌است. سوپرمینی در سال ۲۰۰۸، در بین ۱۵ گونه خودرویی برتر فروخته شده در اروپا، گونه هفتم شد.